# 남용인 나들목
남용인 나들목은 경기도 용인시 처인구 원삼면 학일리에 걸쳐 설치될 예정인 세종포천고속도로의 교차로이다.

## 역사
- 2018년 7월 19일 : 나들목 신설을 위해 용인시 도시계획시설 교통광장에 처인구 원삼면 학일리 일원을 원삼 나들목으로 고시[1]

## 구조물 정보
- 위치 : 경기도 용인시 처인구 원삼면 학일리

## 접속하는 도로
- 지방도 제318호선 (이원로)